# Dichromodes leptozona
Dichromodes leptozona là một loài bướm đêm trong họ Geometridae.